# Медісон (Огайо)
Медісон (англ. Madison) — селище (англ. village) в США, в окрузі Лейк штату Огайо. Населення — 3435 осіб (2020).

## Географія
Медісон розташований за координатами 41°46′20″ пн. ш. 81°3′11″ зх. д. / 41.77222° пн. ш. 81.05306° зх. д. (41.772258, -81.052983).  За даними Бюро перепису населення США в 2010 році селище мало площу 13,17 км², уся площа — суходіл.

## Демографія
Згідно з переписом 2010 року, у селищі мешкали 3184 особи в 1241 домогосподарстві у складі 903 родин. Густота населення становила 242 особи/км².  Було 1323 помешкання (100/км²).
Расовий склад населення:
| - 96,3 % — білих - 0,6 % — чорних або афроамериканців - 0,5 % — азіатів - 0,1 % — корінних американців |

До двох чи більше рас належало 1,6 %. Частка іспаномовних становила 1,5 % від усіх жителів.
За віковим діапазоном населення розподілялося таким чином: 25,2 % — особи молодші 18 років, 60,1 % — особи у віці 18—64 років, 14,7 % — особи у віці 65 років та старші. Медіана віку мешканця становила 41,1 року. На 100 осіб жіночої статі у селищі припадало 90,3 чоловіків;  на 100 жінок у віці від 18 років та старших — 87,6 чоловіків також старших 18 років.
Середній дохід на одне домашнє господарство  становив 60 176 доларів США (медіана — 51 319), а середній дохід на одну сім'ю — 70 158 доларів (медіана — 66 607). Медіана доходів становила 47 564 долари для чоловіків та 36 573 долари для жінок. За межею бідності перебувало 9,7 % осіб, у тому числі 9,5 % дітей у віці до 18 років та 9,9 % осіб у віці 65 років та старших.
Цивільне працевлаштоване населення становило 1496 осіб. Основні галузі зайнятості: виробництво — 24,0 %, освіта, охорона здоров'я та соціальна допомога — 23,2 %, мистецтво, розваги та відпочинок — 9,6 %, фінанси, страхування та нерухомість — 6,8 %.